# Таферс
Таферс (нім. Tafers) — громада  в Швейцарії в кантоні Фрібур, округ Зензе.

## Географія
Громада розташована на відстані близько 23 км на південний захід від Берна, 6 км на схід від Фрібура.
Таферс має площу 41,4 км², з яких на 8,6% дозволяється будівництво (житлове та будівництво доріг), 72,1% використовуються в сільськогосподарських цілях, 18,4% зайнято лісами, 0,8% не є продуктивними (річки, льодовики або гори).

## Демографія
2019 року в громаді мешкало 7639 осіб (+13,9% порівняно з 2010 роком), іноземців було 11,8%. Густота населення становила 185 осіб/км².
За віковим діапазоном населення розподілялося таким чином: 20,4% — особи молодші 20 років, 59,9% — особи у віці 20—64 років, 19,7% — особи у віці 65 років та старші. Було 3218 помешкань (у середньому 2,3 особи в помешканні).
Із загальної кількості 3076 працюючих 335 було зайнятих в первинному секторі, 668 — в обробній промисловості, 2073 — в галузі послуг.